# فلوريد السكانديوم
 فلوريد السكانديوم الثلاثي  مركب كيميائي له الصيغة ScF3، ويكون على شكل مسحوق بلوري أبيض.

## الخواص
- مركب فلوريد السكانديوم مركب مركب أيوني، وانحلاليته في الماء ضعيفة، لكنها تزداد عند وجود زيادة من أيونات الفلوريد ليشكل المعقد 3−ScF6 سداسي التساند.[3]

## التحضير
يحضر فلوريد السكانديوم الثلاثي من التفاعل المباشر لعنصري الفلور والسكانديوم:
2Sc + 3F2 → 2ScF3
كما يحضر كناتج ثانوي أثناء معالجة معدن الثورتفيتيت وذلك عند تفاعل أكسيد السكانديوم مع ثنائي فلوريد هيدروجين الأمونيوم عند درجات حرارة مرتفعة  كما في المعادلة:
Sc2O3 + NH4HF2 → 2ScF3 + 6NH4F + 3H2O

## الاستخدامات
يستخدم فلوريد السكانديوم الثلاثي كحفاز في عملية إضافة هيدروكسيل الميثيل Hydroxymethylation لإينولات ثنائي ميثيل السيليل في وسط مائي.